# SV Marienwerder
SV Marienwerder was een Duitse voetbalclub uit Marienwerder, dat na de Tweede Wereldoorlog door Polen werd ingelijfd en nu Kwidzyn heet.

## Geschiedenis
De club werd in 1905 opgericht. In 1910/11 werd de club kampioen van het district Graudenz en plaatste zich voor de Baltische eindronde. De club had een bye in de eerste ronde en kwam in de halve finale uit tegen SV Ostmark Danzig en verloor met 7-0 en was uitgeschakeld. Hierna kon de club geen noemenswaardige resultaten meer behalen.
Na de Tweede Wereldoorlog werd Marienwerder afgestaan aan Polen en alle Duitse voetbalclubs werden ontbonden.

## Erelijst
Kampioen Graudenz
1911